# Ireng River
Ireng River är ett vattendrag i Brasilien, på gränsen till Guyana. Det ligger i den norra delen av landet, 2 500 km nordväst om huvudstaden Brasília.
Trakten runt Ireng River består i huvudsak av gräsmarker. Trakten runt Ireng River är nära nog obefolkad, med mindre än två invånare per kvadratkilometer.